# 다니엘라 보바디야
다니엘라 보바디야(Daniela Bobadilla, 1993년 4월 4일 ~ )는 멕시코 출생 캐나다의 배우이다.

## 출연 작품
- 마더스 오브 더 브라이드 (2015)
- 퍼펙트 하이 (2015)
- 더 치팅 팩트 (2013)
- 앵거 매니지먼트 2 (2013)
- 앵거 매니지먼트 1 (2012)
- 어웨이크 (2012)
- 미스터 트루프 맘 (2009)